# Yu Hu-Chia
Yu Hu-Chia es una deportista taiwanesa que compitió en taekwondo. Ganó una medalla de plata en el Campeonato Asiático de Taekwondo de 2010 en la categoría de –46 kg.

## Palmarés internacional
| Representando a China Taipéi |                     |                  |           |
| Campeonato Asiático          |                     |                  |           |
| Año                          | Lugar               | Medalla          | Categoría |
| 2010                         | Astaná (Kazajistán) | Medalla de plata | –46 kg    |